# 189 (numero)
Centoottantanove (189) è il numero naturale dopo il 188 e prima del 190.

## Proprietà matematiche
- È un numero dispari.
- È un numero composto con i seguenti 8 divisori: 1, 3, 7, 9, 21, 27, 63, 189. Poiché la somma dei suoi divisori (escluso il numero stesso) è 121 < 189, è un numero difettivo.
- È un numero di Ulam.
- È un numero cubico centrato.
- È parte delle terne pitagoriche (48, 189, 195), (180, 189, 261), (189, 252, 315), (189, 340, 389), (189, 648, 675), (189, 840, 861), (189, 1980, 1989), (189, 2548, 2555), (189, 5952, 5955), (189, 17860, 17861).
- È un numero palindromo nel sistema numerico binario e nel sistema di numerazione posizionale a base 20 (99). In quest'ultima base è altresì un numero a cifra ripetuta.
- È un numero ettagonale.
- È un numero fortunato.
- È un numero congruente.
- È un numero malvagio.

## Astronomia
- 189P/NEAT è una cometa periodica del sistema solare.
- 189 Phthia è un asteroide della fascia principale del sistema solare.
- NGC 189 è un ammasso aperto della costellazione di Cassiopea.

## Astronautica
- Cosmos 189 è un satellite artificiale russo.